# 도둑 (드라마)
《도둑》은 1996년 4월 17일부터 1996년 6월 6일까지 방송되었던 SBS 수목 드라마로 문학의 해를 맞이해 《레 미제라블》을 원작으로 하여 시대적 상황을 현재로 바꾸어 각색해 진한 인간애를 느끼도록 기획했다.

## 등장 인물
- 문오장 : 장형조 역 (원작 : 장 발장)
- 김학철 : 박재석 역 (원작 : 자베르 경감)
- 송채환 : 연혜숙 역 (원작 : 팡텐)[1]
- 김경미 : 은영 역
- 정유석 : 승우 역
- 신구 : 프란체스코 신부 역
- 나문희 : 프란체스코 신부 누나 역
- 박건식 : 종갑 역
- 이미영 : 종갑 아내 역
- 조재현 : 성진 역
- 이영후 : 성용 역
- 김교순 : 수경 역
- 서혜린 : 순애 역
- 허성일 : 기열 역
- 이성용
- 지종구
- 오대규 : 젊은 장형조 역
- 오현철
- 오승룡
- 안영주
- 김을동
- 유인촌
- 박상조

## 참고 사항
- 1987년 목사 안수를 받고 브라운관을 떠났던 문오장이 10년 만에 연기 활동을 재개하며 해당 드라마에서 장 발장인 장형조 역을 맡았으며 또한 평생 형조를 쫓는 사회 정의의 상징 자베르 경감 박재석 역은 한진희가 내정됐으나 개인적인 이유로 출연을 고사하고 대신 김학철이 맡았다.[2][3]
- 주현(본명 주일춘)이 해당 드라마 출연 제의를 받았으나 MBC 일일 드라마 《자반고등어》 캐스팅으로 고사했는데[4] 주현은 《도둑》과 제목이 비슷한 자사 SBS 월화 드라마 《도둑의 딸》 출연진이었다.